# Кім Дже Йоп
Кім Дже Йоп (кор. 김재엽; нар. 17 травня 1963) — південнокорейський дзюдоїст, олімпійський чемпіон 1988 року, срібний призер Олімпійських ігор 1984 року, чемпіон світу.

## Виступи на Олімпіадах
| Олімпіада         | Дисципліна | Місце |
| ----------------- | ---------- | ----- |
| Лос-Анджелес 1984 | до 60 кг   | 2     |
| Сеул 1988         | до 60 кг   | 1     |